# Machikado Mazoku
Machikado Mazoku (まちカドまぞく, wörtlich übersetzt als Street Corner Demons) ist eine seit 2014 veröffentlichte Mangaserie von Izumo Itō, die im Manga Time Kirara Carat des Verlages Hōbunsha erscheint und derzeit fünf Bände umfasst.
Die Mangareihe erhielt eine Umsetzung als Animeserie, die zwölf Episoden umfasst und im Jahr 2019 gezeigt wurde.

## Handlung
Eines Tages wachsen der 15-jährigen Oberschülerin Yuko Yoshida nach einem nächtlichen Traum Hörner und ein Dämonenschweif. Es heißt, sie sei eine Nachfahrin des Dunklen Clans und erhielt die Aufgabe ein in der Nähe lebendes Magical Girl zu besiegen und ihr Blut zu nutzen, um ihrem Clan wieder zu alter Größe zu verhelfen und einen Fluch zu lösen, der auf Yukos Familie liegt.

## Charaktere
Yuko Yoshida (吉田 優子, Yoshida Yūko)
Eine Schülerin an der Oberschule, welche eines Tages ihre dämonischen Kräfte erweckt und den Auftrag erhält, ein Magical Girl aus der Nähe zu besiegen. Ihr Name als Dämonin ist Shadow Mistress Yuko. Von ihren Freundinnen wird sie zu ihrem anfänglichen Missfallen Shamiko genannt. Trotz ihrer Herkunft ist sie körperlich schwach. Wenn sie sich bedroht fühlt, kann sie ihre geringfügig stärkere Gefahren-Management-Form annehmen.
Momo Chiyoda (千代田 桃, Chiyoda Momo)
Ein Magical Girl und Mitschülerin von Yuko. Obwohl sie eine der schwächsten Magical Girls ist, besitzt Momo große physische Stärke. Sie kann ihre Magical-Girl-Transformation in 0,01 Sekunden abschließen. Sie ist Linkshänderin.
Lilith (リリス, Ririsu)
Lilith ist Yukos Ahnin, die anfangs nur durch Träume mit Yuko kommunizieren kann. Sie kann Opfergaben durch eine Dämonstatue, die von Yuko herumgetragen wird, annehmen. Wenn ein Schalter am Sockel der Statue betätigt wird, kann Lilith Kontrolle über Yukos Körper übernehmen. Ihr Spitzname ist Shamicen.
Mikan Hinatsuki (陽夏木 ミカン, Hinatsuki Mikan)
Ein Magical Girl, die in die Stadt gezogen ist, um Momo zu unterstützen, nachdem ihre magische Kraft schwindet. Mikan ist mit einem Fluch belastet, der andere in Katastrophen verwickelt. Der Fluch wird ausgelöst wenn sie sich aufregt.
Anri Sata (佐田 杏里, Sata Anri)
Yukos Freundin und Klassenkameradin.
Shion Ogura (小倉 しおん, Ogura Shion)
Eine Mitschülerin von Yuko, Momo und Anri, die sich für Okkultismus interessiert und Mitglied des Schwarze-Magie-Klubs der Schule ist.
Ryōko Yoshida (吉田 良子, Yoshida Ryōko)
Die jüngere Schwester von Yuko. Sie geht noch in die Mittelschule und ist bestrebt, ihre große Schwester bei ihrer Aufgabe zu unterstützen.
Seiko Yoshida (吉田 清子, Yoshida Seiko)
Yukos und Ryōkos Mutter. Sie begegnet dem Chaos in ihrer Familie meist mit unerschütterlicher Freundlichkeit.
Joshua (ヨシュア, Yoshua)
Yukos und Ryōkos Vater. Sein Deckname in der Menschenwelt ist Taro Yoshida (吉田 太郎 Yoshida Tarō). Er besitzt ein jugendliches Aussehen. Er wurde von Sakura Chiyoda in einem Satsuma-Karton versiegelt.
Sakura Chiyoda (千代田 桜, Chiyoda Sakura)
Momos 'Adoptivschwester', die vor Momo als Magical Girl über die Stadt wachte. Sie verschwand vor zehn Jahren, nachdem sie ein Siegel manipulierte um den Fluch von Yukos Familie zu nehmen.

## Medien

### Manga
Machikado Mazoku wurde im Jahr 2014 von Mangaka Izumo Itō als Yonkoma gestartet und im Magazin Manga Time Kirara Carat des Verlages Hōbunsha veröffentlicht. Die Comics wurden gesammelt und als Manga im Tankōbon-Format herausgebracht. Im November 2019 wurde aufgrund gesundheitlicher Probleme des Autors eine zweimonatige Pause angekündigt.
Der Verleger Seven Seas Entertainment kündigte an, ab Januar 2021 die Manga-Reihe in gedruckter und digitaler Form auf Englisch zu veröffentlichen.

### Anime
Am 28. Januar 2019 wurde in der März-Ausgabe des Manga Time Kirara Carat ein Anime-Projekt in Form einer Serie angekündigt. Der Anime entstand beim Studio J.C.Staff mit Hiroaki Sakurai als Regisseur. Keiichirō Ōchi schrieb das Drehbuch, die Charaktere wurden von Mai Otsuka gestaltet, während die Serienmusik von Miki Sakurai geschrieben wurde. Die Serie wurde zwischen dem 11. Juli 2019 und dem 26. September gleichen Jahres auf TBS und BS-TBS gesendet.
Konomi Kohara und Akari Kitō sangen mit Machi Kado Tangent den Einspieler. Kohara, Kitō, Minami Takahashi und Tomoyo Takayanagi spielten mit Yoi Machi Cantare den Abspanntitel ein. Die Serie umfasst zwölf Folgen.
Am 27. August 2020 wurde bekannt, dass der Anime eine zweite Staffel erhält und ab April 2022 im japanischen Fernsehen gezeigt wird.

#### Synchronisation
| Rolle           | Japanische Stimme (Seiyū) |
| --------------- | ------------------------- |
| Yuko Yoshida    | Konomi Kohara             |
| Momo Chiyoda    | Akari Kitō                |
| Lilith          | Minami Takahashi          |
| Seiko Yoshida   | Sayaka Ōhara              |
| Ryōko Yoshida   | Hitomi Ōwada              |
| Mikan Hinatsuki | Tomoyo Takayanagi         |
| Anri Sata       | Sayaka Senbongi           |
| Shion Ogura     | Ayaka Suwa                |